# Криптохром
Криптохро́мы (греч. κρυπτός — скрытый, греч.  χρώμα — цвет) — класс светочувствительных белков растений и животных. Эти белки дают клеткам возможность воспринимать синий и ультрафиолетовый свет.

## Строение и разнообразие криптохромов
Все криптохромы резуховидки Таля (Arabidopsis thaliana) ближе к N-концу содержат PHR-домен (от англ. photoliasa homology related), который выполняет фотосенсорную функцию и имеет высокую степень гомологии с фотолиазами, ферментами осуществляющими светозависимую репарацию ДНК. В PHR домене имеется два кармана, обеспечивающих связывание с хромофорами: ближе к N-концу располагается птерин (5,10-метенилтетрагидрофолат), ближе к C-концу флавин (ФАД). В геноме Arabidopsis содержится три гена, кодирующих криптохромы: AtCry1 и AtCry2. Поверхность PHR-домена CRY1 и CRY2 заряжена преимущественно отрицательно, что приводит к неспособности этих белков связываться с ДНК и осуществлять её репарацию. Именно CRY1/2 выполняют роль фоторецепторов. Ген AtCry3 кодирует белок, принадлежащий к cry-DASH классу криптохромов (от англ. Drosophila, Arabidopsis, Synechocystis, Homo). cry-DASH белки могут связываться как с двухцепочечной, так и с одноцепочечной ДНК, а также могут репарировать одноцепочечную ДНК, содержащую циклобутан-пиримидиновые димеры. Однако участие cry-DASH белков в фоторецепции изучено недостаточно. Белки CRY1/2 имеют удлиненную С-концевую часть (C-termini extension CCT); для белка CRY3 характерно удлинение N-конца. C-концевая часть белков CRY1/2 менее консервативна и отвечает за связывание криптохрома с партнерами и трансдукцию сигнала. На этом участке имеется DAS-домен, включающий последовательность трёх коротких мотивов: DQXVP, acidic (кислые) и serin-rich (обогащенные серином) последовательности.
В геноме папоротника Адиантум венерин волос (Adiantum capillus-veneris) обнаружено пять генов, кодирующих криптохромы.

## Физиология рецепции синего света криптохромом

### Фотохимический цикл криптохрома
Криптохромы обладают значительным поглощением в синей (320—390 нм) и зелёной (390—500 нм) областях спектра видимого света. Роль антенны (светособирающего хромофора) в криптохромах выполняет птерин. При поглощении птерином кванта света его возбуждение передается на молекулу ФАД, которая играет роль «реакционного центра». Исходным в рабочем цикле криптохрома является полностью окисленное состояние ФАД. Поглощение синего кванта света приводит к одноэлектронному фотовосстановлению, в результате чего образуется семихинонная радикальная форма ФАДН•. Донором электрона служит триада триптофанов, находящихся в непосредственной близости от ФАД, источник протона не известен. ФАДН• форма криптохрома является активной, вызывающей физиологический ответ на синий свет. Дальнейшее поглощение кванта зелёного света приводит ко второму акту одноэлектронного фотовосстановления семихинона и образованию неактивной полностью восстановленной формы ФАДН-. В ходе темновой релаксации происходит полное окисление ФАДН- и образование исходной окисленной ФАД формы криптохрома, т.о. рабочий цикл криптохрома замыкается.

### Трансдукция сигнала криптохрома
Предполагается, что эффектором в криптохроме является CCT домен. На это указывают исследования в которых было показано, что сверхэкспрессия изолированных фрагментов ССТ домена криптохромов CRY1/2 приводила к конститутивному фотоморфогенезу. Кроме того, известно, что мутации именно в CCT домене приводят к инактивации криптохрома CRY1
Показано, что CCT домен подвергается светозависимому переходу из упорядоченного в неупорядоченное состояние. При этом происходит взаимодействие между неупорядоченным CCT доменом криптохрома и убиквитинлигазой COP1. Также ряд данных указывает, но то, что неупорядоченный CCT домен может служить субстратом для светозависимых киназ. Известно, что CRY1/2 могут образовывать гомодимеры, предполагается, что способность к димеризации играет важную роль в сигналинге.
CRY1 локализован как в ядре, так и в цитоплазме, при этом функциональная роль этих пулов до конца не выяснена. CRY2 имеет ядерную локализацию.

### Физиологический ответ
Физиологический ответ растений на синий свет определяется его качеством (длиной волны) и интенсивностью.
Криптохромы играют ключевую роль в фототропизмах, направленных ростовых изгибах. Освещение листьев синим светом приводит к увеличению апертуры устьиц. Также синий свет вызывает рост листьев, дифференцировку хлоропластов, раскрытие семядолей и распрямление апекса побега.
Исследования различных животных и растений показали, что криптохром играет ключевую роль в циркадных ритмах.
Рядом исследователей высказана гипотеза, что благодаря криптохрому в сетчатке глаз птицы могут буквально «видеть» магнитное поле Земли.

## Эволюционная история
Криптохромы — чрезвычайно древние (эволюционно консервативные) белки: они довольно сходны даже у далеко родственных видов.